# Casimirs Trick
Casimirs Trick, nach dem niederländischen Physiker Hendrik Casimir benannt, ist ein Verfahren zur einfachen Berechnung von Spin-gemittelten quadrierten Matrixelementen in Quantenfeldtheorien. 
Ein in den Quantenfeldtheorien häufig vorkommender Ausdruck ist das Matrixelement der S-Matrix {\displaystyle {\mathcal {M}}}, welche den Übergang von einem anfänglichen Zustand in einen Endzustand beschreibt. Dieses Matrixelement kann mithilfe von Feynman-Diagrammen graphisch dargestellt und in einen rigorosen mathematischen Ausdruck übersetzt werden. Sind Fermionen, also Teilchen mit einem Spin von {\displaystyle 1/2} beteiligt, so treten in den Berechnungen der Matrixelemente Dirac-Spinoren, also vierkomponentige Vektoren mit zusätzlichen Spin-Indizes auf. 
Eine lorentzinvariante, skalare Größe ist das quadrierte Matrixelement {\displaystyle \left|{\mathcal {M}}\right|^{2}={\mathcal {M}}^{*}{\mathcal {M}}}, welches im Allgemeinen komplexe Ausdrücke aus Produkten von Dirac-Spinoren enthält. Ist man in der Rechnung jedoch nur an einem über alle möglichen Spin-Einstellungen gemittelten Matrixelement interessiert, lässt sich das Matrixelement mithilfe von Casimirs Trick in ein Produkt aus Spuren über Dirac-Matrizen überführen, die auf Basis der Dirac-Algebra einfach ausgeführt werden können. 

## Details
Bezeichnen {\displaystyle u(k),[{\bar {v}}(k)]}  die Spinoren für einlaufende [Anti-]Teilchen in Feynman-Diagrammen und {\displaystyle {\bar {u}}(k)[v(k)]} Spinoren für auslaufende [Anti-]Teilchen, so gilt: 
{\displaystyle \sum _{s_{1},s_{2}}\left[{\bar {v}}^{s_{1}}(k)\Gamma u^{s_{2}}(p)\right]\,\left[{\bar {v}}^{s_{1}}(k)\Gamma 'u^{s_{2}}(p)\right]^{*}={\text{Tr}}\left[\Gamma \left(\gamma ^{\alpha }p_{\alpha }+m_{2}\right){\bar {\Gamma }}'\left(\gamma ^{\beta }k_{\beta }-m_{1}\right)\right]}
{\displaystyle \sum _{s_{1},s_{2}}\left[{\bar {u}}^{s_{1}}(k)\Gamma v^{s_{2}}(p)\right]\,\left[{\bar {u}}^{s_{1}}(k)\Gamma 'v^{s_{2}}(p)\right]^{*}={\text{Tr}}\left[\Gamma \left(\gamma ^{\alpha }p_{\alpha }-m_{2}\right){\bar {\Gamma }}'\left(\gamma ^{\beta }k_{\beta }+m_{1}\right)\right]}
{\displaystyle \sum _{s_{1},s_{2}}\left[{\bar {v}}^{s_{1}}(k)\Gamma v^{s_{2}}(p)\right]\,\left[{\bar {v}}^{s_{1}}(k)\Gamma 'v^{s_{2}}(p)\right]^{*}={\text{Tr}}\left[\Gamma \left(\gamma ^{\alpha }p_{\alpha }-m_{2}\right){\bar {\Gamma }}'\left(\gamma ^{\beta }k_{\beta }-m_{1}\right)\right]}
{\displaystyle \sum _{s_{1},s_{2}}\left[{\bar {u}}^{s_{1}}(k)\Gamma u^{s_{2}}(p)\right]\,\left[{\bar {u}}^{s_{1}}(k)\Gamma 'u^{s_{2}}(p)\right]^{*}={\text{Tr}}\left[\Gamma \left(\gamma ^{\alpha }p_{\alpha }+m_{2}\right){\bar {\Gamma }}'\left(\gamma ^{\beta }k_{\beta }+m_{1}\right)\right]}
Dabei bezeichnet {\displaystyle \Gamma } eine beliebige {\displaystyle 4\times 4}-Matrix, {\displaystyle \gamma } die Dirac-Matrizen und ein Überstrich die Dirac-Adjungierte {\displaystyle {\bar {\Gamma }}=\gamma ^{0}\Gamma ^{\dagger }\gamma ^{0}}. {\displaystyle m_{i}} bezeichne die Massen der jeweiligen Teilchen/Antiteilchen, wobei der Index {\displaystyle i} der gleiche wie bei der Zuordnung der Spins ist. 

### Mathematischer Hintergrund
Die Dirac-Spinoren lassen sich in zwei unabhängige Spinoren {\displaystyle u} für Teilchen und {\displaystyle v} für Antiteilchen zerlegen. Diese erfüllen jeweils eine Vollständigkeitsrelation 
{\displaystyle \sum _{\text{Spins}}u(p){\bar {u}}(p)=\gamma ^{\mu }p_{\mu }+m}
{\displaystyle \sum _{\text{Spins}}v(k){\bar {v}}(k)=\gamma ^{\mu }k_{\mu }-m}.
Im Matrixelement kommen typische Ausdrücke wie zum Beispiel {\displaystyle {\mathcal {M}}\propto {\bar {v}}(k)\Gamma u(p)} vor. Das quadrierte Matrixelement lautet also:
{\displaystyle \left|{\mathcal {M}}\right|^{2}\propto \left[{\bar {v}}(k)\Gamma u(p)\right]\,\left[{\bar {v}}(k)\Gamma u(p)\right]^{*}={\bar {v}}(k)\Gamma u(p)\,{\bar {u}}(p){\bar {\Gamma }}v(k)}
Wenn über die Spin-Indizes summiert wird, so kann zuerst im mittleren Paar der Dirac-Spinoren die Vollständigkeitsrelation angewandt werden. Es ist im Folgenden zweckmäßig, die Spin-, Spinor- und Raumzeit-Indizes aus Gründen der Nachvollziehbarkeit nicht zu unterdrücken, wobei {\displaystyle s_{1},s_{2}} über die Spins, {\displaystyle \mu ,\nu ,\rho ,\sigma } über die vier Komponenten der Spinoren und {\displaystyle \alpha ,\beta } über die vier Dirac-Matrizen (Raumzeit-Indizes) summieren: 
{\displaystyle \sum _{s_{1},s_{2}}\left|{\mathcal {M}}\right|^{2}\propto \sum _{s_{1},s_{2}}{\bar {v}}_{\mu }^{s_{1}}(k)\Gamma ^{\mu \nu }u_{\nu }^{s_{2}}(p){\bar {u}}_{\rho }^{s_{2}}(p){\bar {\Gamma }}^{\rho \sigma }v_{\sigma }^{s_{1}}(k)=\sum _{s_{1}}{\bar {v}}_{\mu }^{s_{1}}(k)\Gamma ^{\mu \nu }\left(\gamma ^{\alpha }p_{\alpha }+m_{2}\right)_{\nu \rho }{\bar {\Gamma }}^{\rho \sigma }v_{\sigma }^{s_{1}}(k)}.
In Komponentenschreibweise ist offensichtlicher, dass die Summation über {\displaystyle s_{1}} einfach vollzogen werden kann, da alle Objekte nun kommutieren; es gilt somit
{\displaystyle \sum _{s_{1},s_{2}}\left|{\mathcal {M}}\right|^{2}\propto \Gamma ^{\mu \nu }\left(\gamma ^{\alpha }p_{\alpha }+m_{2}\right)_{\nu \rho }{\bar {\Gamma }}^{\rho \sigma }\left(\gamma ^{\beta }k_{\beta }-m_{1}\right)_{\sigma \mu }={\text{Tr}}\left[\Gamma \left(\gamma ^{\alpha }p_{\alpha }+m_{2}\right){\bar {\Gamma }}\left(\gamma ^{\beta }k_{\beta }-m_{1}\right)\right]}
Für die anderen drei Fälle läuft der Beweis analog.

### Beispiel: Elektron-Myon-Streuung
Bezeichnen {\displaystyle p[p']} den Impuls des ein[aus]laufenden Elektrons und {\displaystyle k[k']} den des ein[aus]laufenden Myons, so lautet das Matrixelement der Elektron-Myon-Streuung {\displaystyle e^{-}\mu ^{-}\rightarrow e^{-}\mu ^{-}} in niedrigster Ordnung in der Quantenelektrodynamik:
{\displaystyle {\mathcal {M}}={\bar {u}}(p)(\mathrm {i} e\gamma ^{\mu })u(p'){\frac {\mathrm {i} g_{\mu \nu }}{(p+k)^{2}}}{\bar {u}}(k')(\mathrm {i} e\gamma ^{\nu })u(k)}
Wird über die Spins der einlaufenden Teilchen gemittelt und über die Spins der auslaufenden Teilchen summiert, so ergibt sich nach zweimaliger Anwendung von Casimirs Trick 
{\displaystyle {\frac {1}{4}}\sum _{s_{1},s_{2},s'_{1},s'_{2}}\left|{\mathcal {M}}\right|^{2}={\frac {1}{4}}{\frac {e^{4}}{(p+k)^{4}}}{\text{Tr}}\left[\gamma ^{\mu }(\gamma ^{\alpha }p_{\alpha }+m_{e})\gamma ^{\nu }(\gamma ^{\beta }p'_{\beta }+m_{e})\right]\,{\text{Tr}}\left[\gamma _{\mu }(\gamma ^{\alpha }k_{\alpha }+m_{\mu })\gamma _{\nu }(\gamma ^{\beta }k'_{\beta }+m_{\mu })\right]}